# Alfonso Espino
Luis Alfonso Espino García, noto semplicemente come Alfonso Espino (San Jacinto, 5 gennaio 1992), è un calciatore uruguaiano, difensore del Rayo Vallecano.

## Caratteristiche tecniche
È un terzino sinistro.

## Carriera

### Club
Cresciuto nel settore giovanile del Nacional, ha esordito in prima squadra il 1º febbraio 2014 disputando l'incontro di Primera División Profesional de Uruguay vinto 2-0 contro il Racing Montevideo.
Il 28 gennaio 2019 viene acquistato dal Cadice.
Il 17 luglio 2023, dopo non avere rinnovato il proprio contratto col Cadice, firma un triennale con il Rayo Vallecano.

## Palmarès
- Campionato uruguaiano: 2

Nacional: 2014-2015, 2016
- Torneo Intermedio: 2

Nacional: 2017, 2018